# Litoranea (singolo)
Litoranea è un singolo della cantante italiana Elisa in collaborazione con l'attrice e cantante Matilda De Angelis, pubblicato il 6 maggio 2022 come terzo estratto dall'undicesimo album in studio Ritorno al futuro/Back to the Future.

## Descrizione
Il brano, presente come quinta traccia di Ritorno al futuro/Back to the Future interpretato solo da Elisa, è stato pubblicato come terzo singolo con la collaborazione vocale inedita della De Angelis. Il testo è scritto da Calcutta, Tropico e Gaetano Scognamiglio insieme a Elisa e Mace, questi ultimi anche produttori del brano. Il brano è caratterizzato da sonorità funk e disco.

## Accoglienza
Giulia Ciavarelli di TV Sorrisi e Canzoni ha riportato che il brano «si muove tra sonorità elettroniche e un trascinante incedere funk che sfocia in uno straordinario mix di mondi sonori». La giornalista ha descritto il testo come «il viaggio tra atmosfere malinconiche e sognanti la rendono una colonna sonora perfetta per l'estate».
All Music Italia, descrivendo il brano, ha affermato che si tratta di «una canzone che sa di estate e libertà in un viaggio tra atmosfere malinconiche e sognanti» definendolo «un duetto d’eccezione; [...] in cui le due voci si rincorrono e uniscono magicamente». Luca Dondoni de La Stampa, recensendo l'album, si è soffermato sulla traccia, scrivendo che Litoranea è «una canzone bellissima che si fa notare più di altre in questo doppio lavoro in italiano e inglese» rimanendo piacevolmente colpito dalla «presenza possente di Calcutta».
Antonio Lamorte, scrivendo per Il Riformista, riscontra che «Elisa Toffoli e Matilda De Angelis cantano con un’altra leggerezza l’amore tra due donne. Amore tormentato, in assenza, che si scalda su un passo funk dal gusto mediterraneo. [...] Racconta di qualcosa senza parlarne, ha la forza gentile e pervasiva della naturalezza: non è un inno».

### Riconoscimenti di fine anno
- 3º — Panorama[12]

## Video musicale
Il video musicale, diretto dagli YouNuts!, è stato pubblicato il 6 maggio 2022 sul canale Vevo di Elisa. Il video è stato girato a Cannes, in Francia, sulla Costa Azzurra.

## Tracce
Testi e musiche di Edoardo D'Erme, Davide Petrella, Elisa Toffoli, Simone Benussi, Gaetano Scognamiglio.
1. Litoranea – 3:33
2. Litoranea (feat. Matilda De Angelis) – 3:33

## Formazione
Musicisti
- Elisa Toffoli – voce
- Matilda De Angelis – voce
- Matteo Bassi – basso
- Andrea Rigonat – chitarra

Produzione
- Elisa Toffoli – produzione
- Simone Benussi – produzione

## Riconoscimenti
SIAE Music Awards
- 2023 – Candidatura alla canzone radio[15]